# /cloudy
「/cloudy」（スラッシュクラウディ）は2002年10月25日に発売された、日本のシンガーソングライター菊池常利のソロデビューアルバム。

## 概要
LA-LA Deux解散後始まった菊池常利ソロプロジェクト「TWUNE」の一作目となる。コーラスにはヴェンタインレコードの後輩で当時サポートメンバーだったシンガーソングライターの石川真理子が参加している。またリードトラック楽曲の「Need is Love」は配信サイトmuzieで先行配信された。

## 収録曲
| # | タイトル     | 作詞  | 作曲  | 備考            |
| - | ------------ | ----- | ----- | --------------- |
| 1 | Need is Love | TWUNE | TWUNE | muzieで先行配信 |
| 2 | つくり笑い   | TWUNE | TWUNE | muzieで配信     |